# Селиванов, Владимир Викторович
Владимир Викторович Селиванов (18 декабря 1955, Потсдам, ГДР  — 1 января 1995, Грозный, Россия) — гвардии полковник ВДВ СССР и ВДВ России, ветеран Афганской войны.

## Биография

### Начало службы
Уроженец Потсдама, вырос и учился в Одессе. Окончил Рязанское высшее воздушно-десантное командное Краснознамённое училище. Занимался восточными единоборствами и лёгкой атлетикой, имел первый разряд по парашютному спорту, был кандидатом в мастера спорта по военному троеборью. Играл на баяне и на гитаре, был нумизматом. Командовал взводом 229-го гвардейского парашютно-десантного полка (98-я гвардейская воздушно-десантная дивизия), на первом году службы вывел свой взвод в лучшие. Командованием высоко ценился как офицер, который умел проявлять инициативу, действовать в сложной обстановке, управлять подразделением в различных видах боя и уважать человеческое достоинство.

### Афганистан и Чечня
С ноября 1983 по декабрь 1985 годов — участник Афганской войны. Командир парашютно-десантной разведывательной роты, затем начальник разведки 357-го гвардейского парашютно-десантного полка 103-й гвардейской воздушно-десантной дивизии. Воевал в провинции Джелалабад, во главе разведотряда дивизии вступил в бой против группировки душманов численностью до 800 человек, отрядом уничтожено 100 человек, захвачено около 60 реактивных снарядов класса «земля — земля», 100 мин различных марок, два 82-мм миномёта с 60 снарядами к ним, 7 пулемётов ДШК и 30 единиц стрелкового оружия. Также сражался в провинции Нижраб, где командовал парашютно-десантной ротой, которая обеспечивала десантирование основных сил 357-го десантного полка. Участвовал в бою против отряда из 150 душманов: уничтожено 80 противников, захвачено 2 пулемёта ДШК и 3 установки ЗГУ, два 82-мм миномёта, до 50 единиц стрелкового оружия и 13 человек пленными.
Всего Владимир Селиванов участвовал в 32 боевых операциях и 25 реализациях по уничтожению бандформирований. Дважды кавалер ордена Красной Звезды (апрель 1985 и сентябрь 1985). В августе 1985 года представлен к званию Героя Советского Союза, но не получил его — вместо него награждён орденом Красного Знамени. В 1991 году второе ходатайство о представлении Селиванова к званию Героя Советского Союза осталось без ответа. В начале Первой чеченской войны полковник Селиванов был начальником группы информации разведотдела 45-го гвардейского десантного полка и числился при Управлении Командующего ВДВ России.
14 декабря 1994 года Селиванов отправился с группой войск в Моздок. Он оставил начальнику штаба Восточной группировки войск полковнику Юрию Горскому информацию, что против его группировки действует не 200—300, а целых 2 тысячи чеченских боевиков, управляемых единым командованием, и множество мелких отрядов. Незадолго до начала наступления на Грозный бесследно пропала офицерская группа 45-го полка специального назначения ВДВ, и Селиванов безуспешно пытался выяснить её местонахождение. По мнению английской журналистки Карлотты Голл, опубликованном тремя годами позже, группа 45-го полка была перебита чеченцами в боях за Президентский дворец.

### Гибель
Утром 31 декабря 1994 года во время «новогоднего штурма» Грозного прибыл с восточного направления в осаждённый город в одном из БТР в составе колонны бронетехники. Оперативная группа Селиванова координировала взаимодействие сводного полка 104-й гвардейской дивизии ВДВ с другими силами наступавших войск. В ночь с 31 декабря 1994 на 1 января 1995 года колонна Восточной группировки российских войск попала под шквальный огонь чеченских террористов, которые осуществляли обстрел из реактивных установок «Град».
На рассвете Селиванов приказал вынести раненых бойцов из зоны боевых действий, однако при попытке помочь раненому был убит выстрелом чеченского снайпера: пуля вошла под лопатку и достигла сердца. По другой версии, выдвигаемой Андреем Антиповым, Селиванов погиб во время налёта авиации Восточной группировки, которой командование сообщило ошибочные координаты местонахождения боевиков. Зенитчики же после налёта безуспешно пытались сбить самолёты. Незадолго до штурма Грозного Селиванов передал свой бронежилет одному из молодых солдат роты разведки. В том же бою погибли два товарища полковника Селиванова — Е. П. Алексеенко и Н. П. Фроландин.
Прощание и похороны прошли в Москве, могила Селиванова находится на Хованском кладбище. Проститься с полковником пришли его сослуживцы, родные и близкие. Полковник Селиванов был посмертно представлен к награждению званием Героя Российской Федерации, но был награждён только Орденом Мужества. 8 августа 2001 года в военном городке открыт памятник погибшим солдатам 45-го десантного полка, где перечислены имена 41 солдата, погибших к тому моменту в вооружённых конфликтах — в том числе и имя Селиванова.

## Семья
Отец — Виктор Степанович, майор запаса, участник Великой Отечественной войны, служил в разведке, мать - Татьяна Викторовна. Жена — Ольга Александровна, служила в штабе ВДВ; дочь — Оксана; старший брат — Валерий.